# Johan Price-Pejtersen
Johan Price-Pejtersen, né le 26 mai 1999 à Frederiksberg, est un coureur cycliste danois.

## Palmarès sur route

### Par année
- 2017
  - 5e étape du Tour de Himmelfart Juniors
  - 5e étape de l'U6 Cycle Tour Juniors (contre-la-montre)
  - 2e du Youth Tour
  - 2e du Tour de Himmelfart Juniors
- 2018
  -  Champion du Danemark du contre-la-montre par équipes
  - 5e étape (b) de l'Olympia's Tour (contre-la-montre)
  - 2e du championnat du Danemark du contre-la-montre par équipes
  - 2e du  championnat du Danemark du contre-la-montre espoirs
  - 3e du Hafjell GP
- 2019
  -  Champion d'Europe du contre-la-montre espoirs
  -  Champion du Danemark du contre-la-montre espoirs
  - 2e du championnat du Danemark du contre-la-montre par équipes
  - 2e du Hafjell TT
  - 3e du championnat du Danemark du contre-la-montre
- 2020
  - 2e du championnat du Danemark du contre-la-montre espoirs
- 2021
  -  Champion du monde du contre-la-montre espoirs
  -  Champion d'Europe du contre-la-montre espoirs
  -  Champion du Danemark du contre-la-montre espoirs
- 2024
  -  Champion du Danemark du contre-la-montre
  - 3e du Chrono des Nations-Les Herbiers-Vendée

### Classements mondiaux
| Année                                 | 2018  | 2019 | 2020  | 2021 | 2022  | 2023  | 2024 |
| ------------------------------------- | ----- | ---- | ----- | ---- | ----- | ----- | ---- |
| Classement mondial                    | 1510e | 627e | 1172e | 291e | 2511e | 1710e | 726e |
| UCI Europe Tour                       | 968e  | 472e | 908e  | 245e | 1535e | nc    | nc   |
|                                       |       |      |       |      |       |       |      |
| Légende : nc = non classéSource : UCI |       |      |       |      |       |       |      |

## Palmarès sur piste

### Championnats du monde juniors
- Montichiari 2017
  -  Champion du monde de poursuite juniors
  -  Médaillé d'argent de la poursuite par équipes

### Championnats du Danemark
- 2016
  -  Champion du Danemark de poursuite par équipes (avec Julius Johansen, Matias Malmberg et Mathias Larsen)